# Neobidessus trilineatus
Neobidessus trilineatus är en skalbaggsart som först beskrevs av Zimmermann 1925.  Neobidessus trilineatus ingår i släktet Neobidessus och familjen dykare. Inga underarter finns listade i Catalogue of Life.